# Gianfranco Stevanin
Gianfranco Stevanin (Montagnana, 2 ottobre 1960) è un serial killer italiano, ritenuto colpevole dell'omicidio di sei donne nel 1994. Il suo caso ebbe grande risalto su molti media nazionali e sollevò un dibattito sulla questione dell'incapacità di intendere e volere.

## Biografia
Originario di Terrazzo, in provincia di Verona, Stevanin all'età di 16 anni fu vittima di un grave incidente in motorino, schiantandosi nottetempo contro una moto che correva a fari spenti nei pressi del suo paese. Trasferito in ospedale in coma con un serio trauma cranico, si riprese dopo alcuni giorni; l'incidente gli lasciò una vistosa cicatrice semicircolare dalla fronte all'orecchio destro e vari malesseri (perdita del senso dell'olfatto, forti emicranie, crisi epilettiche).
Poco tempo dopo, decise di abbandonare gli studi (in precedenza era stato bocciato in prima superiore all'istituto per periti elettronici) per lavorare come bracciante agricolo per il padre. Alternava un temperamento taciturno ed educato con modi da spaccone, vestendo elegantemente e facendosi vedere in giro con molte ragazze diverse; in famiglia mostrava particolare deferenza verso la madre, Noemi, che gli rimarrà sempre accanto.

### Arresto
Il 16 novembre 1994, a Vicenza, Stevanin caricò nella sua Volvo 480 Gabriele Musger, una prostituta, alla quale offrì dei soldi per avere rapporti sessuali e per poterle scattare delle foto. Dopo ore di minacce, violenze sessuali e sevizie, la donna tentò la fuga attraverso la finestra di un bagno e, in seguito, cercò di opporsi a ulteriori violenze; Stevanin la minacciò ancora con un coltello. Per salvarsi la vita, la Musger disse all'aggressore che gli avrebbe dato tutti i propri risparmi, circa 25 milioni di lire, se l'avesse lasciata andare.
Stevanin accettò; il denaro però si trovava a casa della Musger e quindi i due salirono in auto per andare a prenderlo. Al casello di Vicenza Ovest Stevanin fermò la macchina per pagare il pedaggio; in quel momento la donna riuscì a scendere dalla macchina per andare verso una volante della polizia e denunciare il suo aggressore. La polizia arrestò Stevanin per violenza sessuale, tentata estorsione e possesso di una pistola giocattolo priva del tappo rosso. In seguito a questo episodio, fu condannato a due anni e sei mesi di carcere.

### Indagini
Durante le perquisizioni nella sua casa di famiglia in via Torrano gli inquirenti trovarono vario materiale pornografico (tra cui oltre 7000 fotografie scattate personalmente da Stevanin alle sue partner), libri di anatomia, scatole contenenti peli pubici e uno schedario contenente le informazioni su tutte le sue partner. Sebbene la polizia considerasse Stevanin solo un maniaco accusato di violenza e tentata estorsione, gli inquirenti cominciarono a sospettare crimini più gravi dopo il ritrovamento di oggetti appartenenti a una donna di nome Biljana Pavlovic, 25enne di origine serba che lavorava come cameriera in un ristorante, di cui non si avevano più notizie dall'agosto 1994, e di Claudia Pulejo, donna veronese con problemi di tossicodipendenza; le due ragazze inoltre erano citate negli schedari di Stevanin. L'uomo si giustificò dicendo di aver avuto con loro delle normali brevi relazioni e che i vestiti erano solo un pegno d'amore che le ragazze gli avevano lasciato.
Il 3 luglio 1995, il medesimo giorno in cui era stato concesso a Stevanin di trascorrere la pena agli arresti domiciliari, un agricoltore di Terrazzo trovò in un terreno in via Pegorare vicino alla casa di Stevanin un sacco contenente i resti di un cadavere. Stevanin venne sospettato di omicidio e il magistrato inviò delle ruspe per cercare altri corpi. Il 12 novembre 1995 venne ritrovato il corpo di un'altra donna; anche stavolta il corpo era stato avvolto in un sacco, ma in questa occasione il ritrovamento avvenne in un terreno di proprietà di Stevanin. Il test del DNA dimostrò inequivocabilmente che il corpo era quello di Biljana Pavlovic. Il 1º dicembre 1995 venne ritrovato un terzo corpo, quello di Claudia Pulejo.
Stevanin, interrogato dagli inquirenti, diede a vedere uno stato confusionario, affermando di soffrire dei vuoti di memoria e di avere solo dei ricordi parziali che poi ritrattò subito. A Stevanin furono attribuiti anche gli omicidi di una prostituta austriaca, Roswitha Adlassnig, presente nello schedario di Stevanin e in alcuni rullini non sviluppati ugualmente sequestrati a casa sua, di cui non si avevano notizie da mesi, e di un'altra donna mai identificata, che negli scatti sequestrati era ripresa durante un atto sessuale mentre era apparentemente priva di vita.
Il 24 settembre 1996 (dopo la parziale confessione di Stevanin) fu ritrovato nell'Adige un altro cadavere non identificato; anche questo delitto venne attribuito a Stevanin. Dopo l'esame del DNA, il cadavere venne riconosciuto come quello di Blazenca Smolijo, una prostituta di origine croata.

### Confessione
Il 19 luglio 1996 Stevanin decise di confessare e affermò di aver smembrato i cadaveri di quattro donne, ma che l'omicidio delle ragazze non era premeditato: sarebbero morte durante rapporti sessuali estremi o, nel caso della Pulejo, per overdose di eroina. Riguardo al cadavere non identificato, sostenne che si trattava di una studentessa di cui non ricordava né nome né volto e disse di averla incontrata solo tre o quattro volte. Stevanin raccontò le sue confessioni affermando di aver agito come se non sapesse cosa stava facendo, come se si trattasse di sogni.

### Processo e detenzione
Dopo diverse sedute per una perizia psichiatrica Stevanin fu dichiarato processabile e capace di intendere e volere. Gli esperti affermarono che Stevanin era mentalmente capace, piuttosto intelligente (con un quoziente d'intelligenza di 114) e un abile calcolatore. I periti della difesa contestarono la perizia psichiatrica, affermando che tutti i disturbi di Gianfranco Stevanin fossero da ricondurre ai postumi dell'incidente in moto del 1976, teoria quest'ultima che lo stesso interessato avallò.
Stevanin si presentò alle sedute con la testa rasata, per mostrare bene l'evidente cicatrice che testimoniava l'importante urto alla testa che, secondo la difesa, era alla base del suo comportamento violento. La prima sentenza della Corte d'Assise di Verona, il 28 gennaio 1998, condannò Gianfranco Stevanin all'ergastolo, di cui tre anni in totale isolamento diurno.
Nel gennaio 1999 Stevanin vendette la casa e tutti i terreni di proprietà per risarcire parzialmente le famiglie delle vittime.
Il 7 luglio 1999 la Corte d'assise d'appello di Venezia assolse l'imputato dall'accusa di omicidio perché incapace di intendere e volere e lo condannò a 10 anni e mezzo per occultamento e vilipendio di cadavere. La prima sezione della Corte di Cassazione di Roma annullò poi per «illogica motivazione» la sentenza, rinviando a una nuova sezione di appello il riesame del caso.
Nel dicembre del 2000, mentre si trovava rinchiuso nel manicomio giudiziario, fu gravemente ferito al collo da un colpo di lametta infertogli da un altro detenuto.
La sentenza definitiva arrivò il 23 marzo 2001: la Corte d'appello di Venezia dichiarò che Gianfranco Stevanin è in grado di intendere e volere, motivo per cui fu automaticamente confermata la condanna all'ergastolo. Anche la Corte di cassazione confermò l'ergastolo, respingendo le istanze della difesa.
È stato rinchiuso nel carcere di Sulmona, in Abruzzo, dove ha salvato la vita del suo compagno di cella che ha tentato il suicidio due volte. È stato successivamente trasferito al carcere di Opera e infine a quello di Bollate. Si è diplomato in ragioneria e si è impegnato nel volontariato, diventando anche rappresentante dei detenuti.
Il 1º settembre 2010 dichiarò alla stampa di non ricordare niente degli omicidi e affermò l'intenzione di diventare frate francescano laico a causa anche della morte della madre, emulando - sotto certi aspetti - il caso avvenuto settant'anni prima, quando ad avvicinarsi alla vita consacrata fu Alessandro Serenelli, assassino di santa Maria Goretti. Ritrattò però il proposito allorché il maresciallo che aveva indagato sui delitti di Terrazzo lo esortò a confessare esaustivamente tutti i nomi delle donne che aveva ucciso e sepolto, indicando anche dove si trovassero i resti dispersi.
Nell'ottobre 2020 il legale di Stevanin ha annunciato la presentazione d'istanza per una nuova perizia psichiatrica e la concessione di misure alternative alla detenzione in carcere.

## Capi d'imputazione
- Occultamento di cadavere
- Violenza sessuale a Maria Luisa Mezzari
- Violenza sessuale e sequestro di persona a Gabriele Musger
- Ergastolo per l'omicidio di Biljana Pavlović
- Ergastolo per l'omicidio di Claudia Pulejo
- Ergastolo per l'omicidio di Blaženka Smolijo
- Ergastolo per l'omicidio di una ragazza sconosciuta
- Ergastolo per l'omicidio di una ragazza sconosciuta (imputazione in seguito a foto postmortem scattate da Stevanin)

- Inoltre è attribuito a Stevanin l'omicidio di Roswita Adlassnig, vista per l'ultima volta con Stevanin, ma il cadavere non è mai stato ritrovato. Sarebbe la sesta vittima. L'omicidio sarebbe stato commesso l'8 maggio 1993.